# Reinhold Conrad Muschler
Reinhold (Reno) Conrad Muschler (1883 - 1957) foi um botânico e explorador alemão.
Destacou-se como taxônomo da flora de África do norte. Com Ernest Friedrich Gilg trabalhou extensivamente na revisão da flora da Patagônia.

## Obra
- 1909. Ernest Friedrich Gilg, RC Muschler. Phanerogamen. Blütenpflanzen. Ed. Leipzig, Quelle & Meyer.  53 il. 172 pp.
- 1912. A manual flora of Egypt. 2 vols. 421 pp.

## Referencias
- Frodin, DG. Guide to Standard Floras of the World. p. 515